# Pirići (Bugojno, BiH)
Pirići su naseljeno mjesto u općini Bugojno, Federacija Bosne i Hercegovine, BiH.

## Stanovništvo

### 1991.
Nacionalni sastav stanovništva 1991. godine, bio je sljedeći:
ukupno: 253
- Muslimani - 207 (81,81%)
- Hrvati - 46 (18,19%)

### 2013.
Nacionalni sastav stanovništva 2013. godine, bio je sljedeći:
ukupno: 213
- Bošnjaci - 212 (99,53%)
- ostali, neopredijeljeni i nepoznato - 1 (0,47%)